# Estación Valle Hermoso (Córdoba)
Valle Hermoso es una estación de ferrocarril ubicada en la localidad de Valle Hermoso del Departamento Punilla, provincia de Córdoba, Argentina.

## Ubicación
Se encuentra en el km 577.2 del Ramal A1 del Ferrocarril General Belgrano. Este ramal sólo presta servicios de pasajeros entre Cosquín y Alta Córdoba dentro de la Ciudad de Córdoba.

## Actualidad
En el día 19 de abril de 2021, llegó una formación de prueba hasta la estación. Tras más de 20 años, volvía a aparecer el tren de pasajeros.
En los primeros días de julio de 2021, se anunciaron las tarifas hasta Valle Hermoso.
Tras no prestar servicios desde principios de la década de 1990, el día 9 de agosto de 2021 se produjo el viaje inaugural de la extensión del Tren de las Sierras hasta esta estación.
Se anunciaron dos servicios ascendentes completos y dos servicios completos descendentes entre Alta Córdoba y Valle Hermoso, más otros dos ascendentes y otros dos descendentes entre Valle Hermoso y Cosquín.